# يوسيإي كودو
يوسيإي كودو (باليابانية: 工藤 祐生) (5 أبريل 1986 في ساغاميهارا في اليابان – )؛ هو لاعب كرة قدم ياباني سابق كان يلعب كمدافع.

## وصلات خارجية
- يوسيإي كودو على موقع رابطة كرة القدم اليابانية للمحترفين (اليابانية)
- يوسيإي كودو على موقع Soccerway.com (الإنجليزية)